# Ermgard van Wisch

heerlijkheid Wisch

Ermgard gravin van Wisch en van Bronckhorst, (1520 - Kasteel de Wildenborch te Terborg, 9 mei 1587) was een dochter van Hendrik V van Wisch en Walburga van den Bergh.
Na het overlijden van haar broer Joachim in 1544 erfde zij de heerlijkheid en het kasteel Wisch te Terborg, evenals het Kasteel De Wildenborch in de gemeente Bronckhorst.
Omdat zij een nicht was van de laatste graaf Joost van Bronckhorst-Borculo, heer van Bronckhorst, Borculo en Lichtenvoorde (1505-1553) erfde zij in 1553 Kasteel Bronkhorst, het Huis te Eerbeek en de heerlijkheid Borculo.

## Huwelijk en kinderen
Ermgard trouwde in 1539 en scheidde later van Georg van Limburg Stirum graaf van Limburg en heer van Styrum zoon van Adolf graaf van Limburg en Elizabeth van Reichenstein. Georg en Ermgard kregen een zoon en een dochter:
- Herman Georg van Limburg Stirum graaf van Limburg-Styrum en graaf van Bronckhorst (1540-1574) trouwde in 1554 met Maria gravin van Hoya (-1612). Zij hadden een zoon: Joost graaf van Limburg-Stirum en Bronckhorst (-1621). In 1591 huwt Joost met Maria van Holstein-Pinneberg, de erfgename van de rijksheerlijkheid Gemen.
- Anna Maria van Limburg Stirum (geboren ca. 1543 - Burg Reifferscheid, 2 november 1637). Zij trouwde in Terborg op 21 augustus 1567 met graaf Werner van Salm-Reifferscheidt (17 augustus 1545 - 16 februari 1629)

## De kwestie Borculo
Het gericht van Borculo wees in 1555 alle allodiale goederen uit de nalatenschap van Joost toe aan gravin Ermgard van Wisch.
De erfenis werd echter betwist en er brak een strijd om het bezit van de heerlijkheid tussen de bisschop van Munster en Hertogdom Gelre.

### 60 jaar later

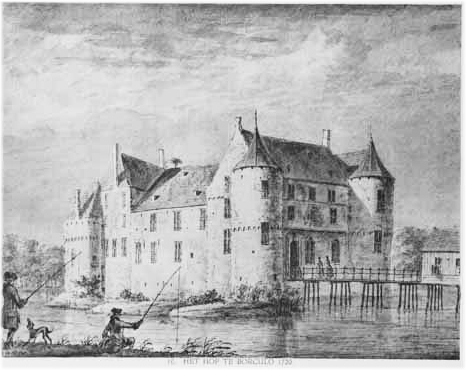
Kasteel Borculo (1720)

In 1612 richtte graaf Joost van Limburg Stirum (een kleinzoon van gravin Ermgard van Wisch en Georg van Limburg-Stirum) zich tot het Hof van Gelderland met het verzoek om hersteld te worden in de bezittingen die het Borculose gericht in 1555 aan zijn grootmoeder had toegewezen. Munster verzette zich hier tegen, omdat het Hof niet bevoegd was, want Borculo behoorde niet tot Gelderland. Bovendien was er nog een proces hangende voor het Rijkskamergericht in Spiers. Binnen deze kwestie werd nog onderscheid gemaakt tussen: het leen Borculo met alles wat daartoe behoorde (kasteel, stad, leengoederen), de allodiale goederen (die weliswaar in bezit waren geweest van graaf Joost, maar geen hofhorig of leengoed van de heerlijkheid waren), lenen die via huwelijk aan de heren van Borculo waren gekomen (de Solmse of Ottensteinse leengoederen) en Lichtenvoorde (al vanaf de middeleeuwen strijdig tussen Münster en Bronkhorst; Gelders of Graafschaps is Lichtenvoorde in ieder geval in de Middeleeuwen niet geweest).
Pas op 20 december 1615 deed het Hof van Gelderland een uitspraak in het voordeel van Gelre, die Borculo als Zutphens leen schonken aan graaf Joost, kleinzoon van Georg van Limburg-Stirum. Lichtenvoorde was datzelfde jaar tijd door Münster in bezit genomen, maar een jaar later wordt Lichtenvoorde op 10 januari 1616 troepen van de Staten van Gelre onder leiding van kapitein Kreijnck ingenomen (op 25 februari 1616 volgt Borculo) en werd graaf Van Limburg-Stirum ook heer van Lichtenvoorde.

### 110 jaar later
Tot tweemaal toe, in 1665 en 1672, probeerde Christoph Bernhard von Galen (Bommenberend), bisschop van Münster, tevergeefs de heerlijkheid Borculo met zijn legers in te nemen, maar Van Limburg-Stirum behield het leen dat hij in 1641 gekocht had.

## Verkoop van Borculo

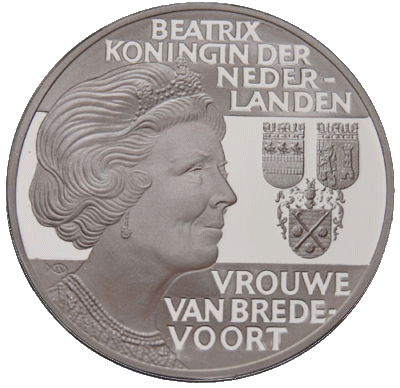
Penning Lichtenvoorde voorzijde (2008)

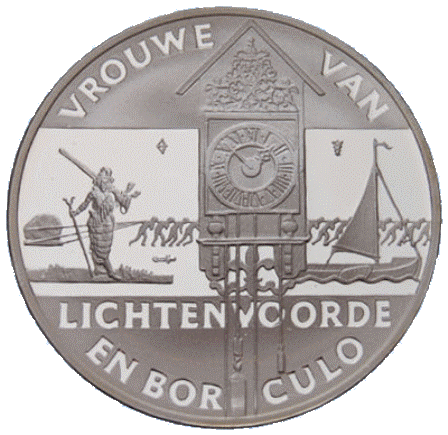
Penning Lichtenvoorde achterzijde (2008)

In 1701 verkocht Marie Magdalena van Limburg-Stirum, weduwe van Hendrik van Nassau-Siegen, de heerlijkheid Lichtenvoorde aan gouverneur-generaal Van Wesel, vrijheer van Heiden. Ruim een halve eeuw lang had Lichtenvoorde nu een andere heer dan Borculo.
Door schulden moest de heerlijkheid Borculo in 1727 verkocht worden.
Graaf Von Flodrof-Wartensleben aanvaardde het domein met alle goederen en rechten, als gevolmachtigde van graaf Von Fleming. Vervolgens betwistte hij zijn opdrachtgever de koop. De moeilijkheden bleven voortduren tot in 1742 Borculo in handen kwam van de zoon Georg Detlof, rijksgraaf von Fleming.
Na diens dood in 1771 kwam Borculo samen met de aangekochte heerlijkheid Lichtenvoorde en de havezate Marhulsen in het bezit van zijn dochter Isabella, gravin van Flemming, gehuwd met de Poolse prins Czartoryski.
De heerlijkheden Borculo en Lichtenvoorde zijn op 27 december 1776 door prins Willem V aangekocht voor 600.000 gulden van prins en prinses Czartoriski. Zo kwam de heerlijkheid geheel in bezit van de Nassaus. Een van de titels van Koningin Beatrix is daardoor nog steeds 'vrouwe van Lichtenvoorde'.